# Eurocopter AS532 Puma
Eurocopter AS532 "Puma" (тепер Airbus Helicopters H215M) — це двомоторний, середньої ваги, багатоцільовий вертоліт, розроблений Францією. AS532 є розвитком та модернізацією Aérospatiale SA 330 Puma у його воєнізованій формі. Його цивільним аналогом є Eurocopter AS332 Super Puma. AS532 був удосконалений як Eurocopter EC725.

## Дизайн і розробка
AS332 Super Puma, розроблений як додаткова версія для заміни SA 330 Puma, вперше здійснив політ у вересні 1977 року. Він був оснащений двома 1330 Турбовальні двигуни Turbomeca Makila 1A1, композитні лопаті ротора, вдосконалене шасі та модифіковане хвостове кіль.
У 1990 році всі військові позначення Super Puma були змінені з "AS 332" на "AS 532 Cougar", щоб розрізнити цивільний і військовий варіанти вертольота.
Канада розглядала можливість придбання Cougar замість CH-113 Labrador, але зрештою вирішила придбати CH-149 Cormorant. У 2012 році Франція розпочала проект вартістю 288,8 млн. євро (11,1 млн. євро за одиницю) з модернізації 23 армійських літаків Cougar і 3 для ВПС, щоб вирішити проблеми морального старіння та поставити аналогічну авіоніку для своїх гелікоптерів EC225 і EC725.

## Галерея

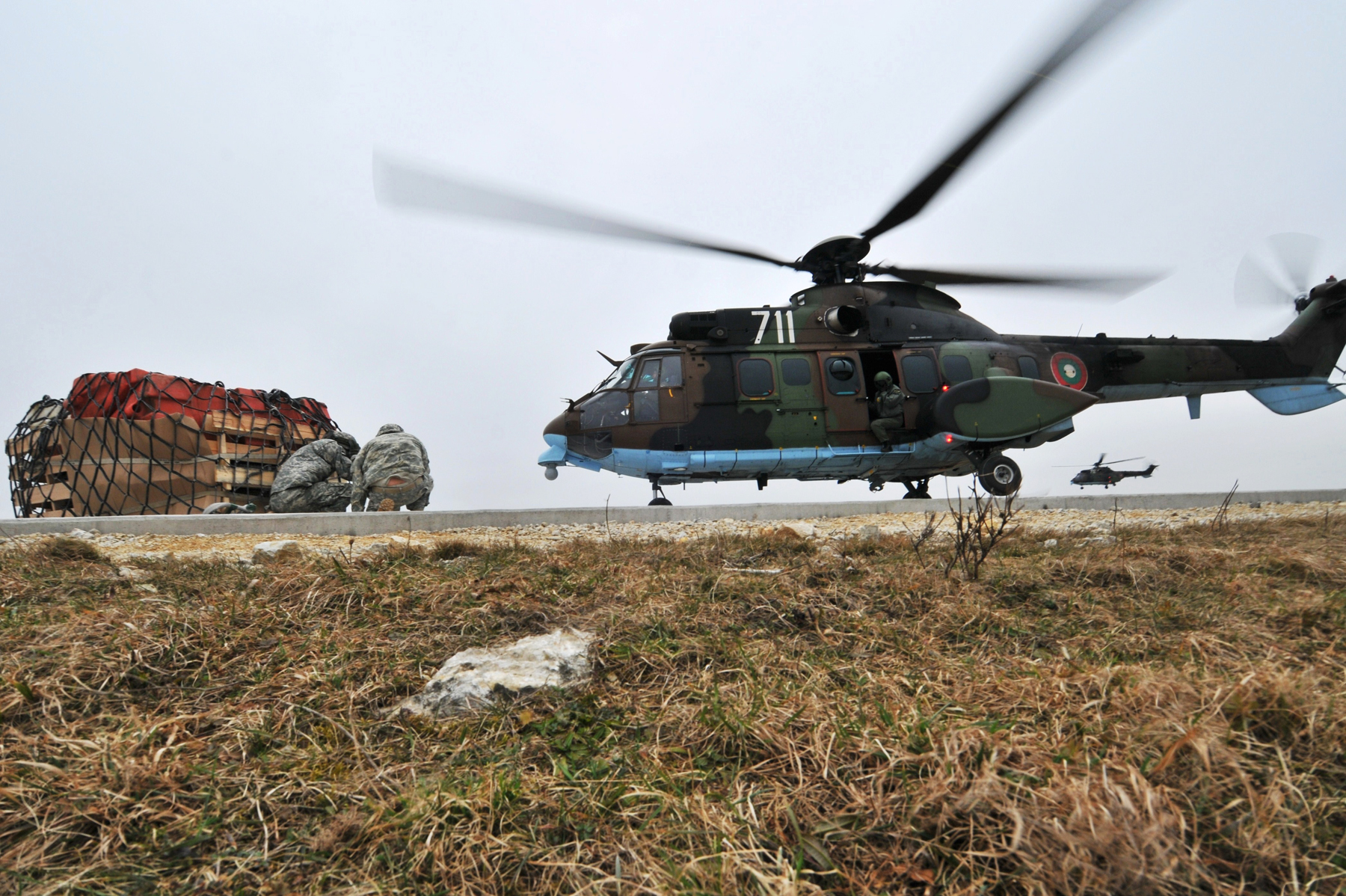
Болгарський Eurocopter  Puma
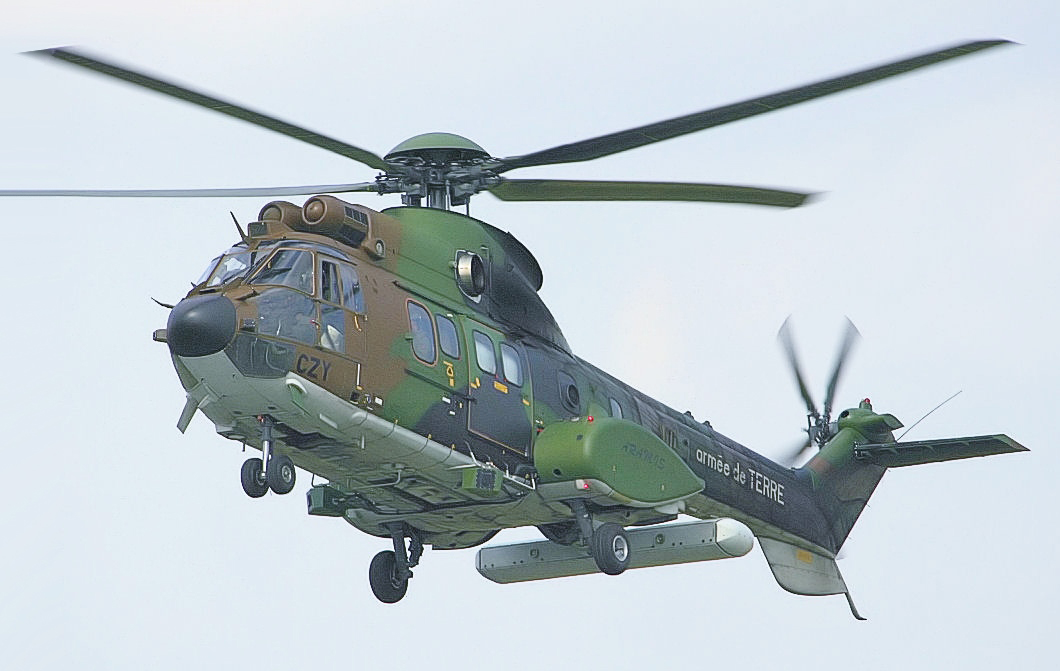
Французька армія AS532  Puma
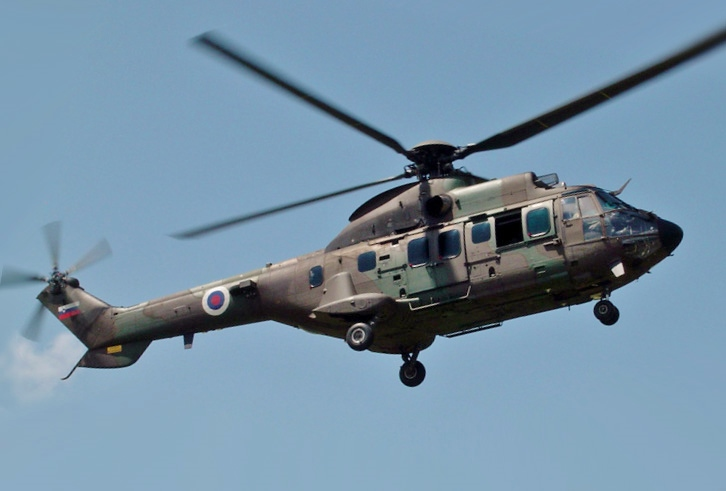
Eurocopter Puma ВПС Словенії